# أفضل هداف دولي في العالم 1994
قائمة هدّاف العالم لعام 1994 بحسب ما أعلن الاتحاد الدولي لتاريخ وإحصائيات كرة القدم، وجاءت القائمة لابراز الهدافين خلال العام، كما هو موضح في الجدول التالي .
| التصنيف | لاعب             | البلد          | الإجمالي | اهدافه في المنتخب | اهدافه في الاندية | النادي                 |
| ------- | ---------------- | -------------- | -------- | ----------------- | ----------------- | ---------------------- |
| 1       | خريستو ستويتشكوف | بلغاريا        | 17       | 9                 | 8                 | برشلونة                |
| 2       | هوانغ سون هونغ   | كوريا الجنوبية | 16       | 16                | 0                 | بوهانغ ستيلرز          |
| 3       | روماريو          | البرازيل       | 15       | 10                | 5                 | برشلونة                |
| 4       | أولف كيرستن      | ألمانيا        | 13       | 3                 | 10                | باير ليفركوزن          |
| 5       | يورغن كلينسمان   | ألمانيا        | 12       | 11                | 1                 | موناكو، توتنهام        |
| 6       | بيبيتو           | البرازيل       | 12       | 8                 | 4                 | ديبورتيفو لاكورونيا    |
| 7       | ايلي دوميترسكو   | رومانيا        | 11       | 11                | 0                 | ستيوا بوخارست، توتنهام |
| 8       | توماس برولين     | السويد         | 10       | 9                 | 1                 | بارما                  |
| 9       | هنريك لارسون     | السويد         | 10       | 4                 | 6                 | فيينورد                |
| 10      | جورج ويا         | ليبيريا        | 9        | 1                 | 8                 | باريس سان جيرمان       |

## مواضيع ذات صلة
- أفضل هدّاف العالم
- كرة قدم
- رياضة